# Dagobert Böhm
Dagobert Böhm (* 1959 in Mannheim) ist ein deutscher Gitarrist und Musikproduzent zwischen Folk und Jazz.

## Leben und Wirken
Böhm, der ersten Gitarrenunterricht von seiner Mutter erhielt, besuchte die Waldorfschulen in Freiburg und Schloss Hamborn und beschäftigte sich eingehend mit Musik und dem Geigenbau. Aus Interesse an der klassischen indischen Musik baute er eine Sitar selbst. Im Alter von 16 Jahren begann er, öffentlich als Gitarrist aufzutreten. Zunächst war er beeinflusst von akustischer Gitarrenmusik, etwa von Bert Jansch, John Renbourn oder Werner Lämmerhirt, und dem Singer-Songwriter-Genre. Über Joni Mitchell kam er mit dem Jazz in Berührung. 
Böhms erstes Album Sound of Wood, das 1982 erschien, wurde von der Kritik gelobt. Es folgte sein Album Acoustic Moods (Delta/Jazzline 1987), das ebenfalls auf Zustimmung stieß. Seine CD Morning Flight wurde in Spanien zu einer der besten Instrumentalproduktionen des Jahres 1993 gewählt.
Mit dem Saxophonisten Tony Lakatos und dem Perkussionisten Kornél Horváth gründete Böhm das WorldJazz-Projekt Acoustic Unit, das 1998 die gleichnamige CD veröffentlichte. 1999 erschien sein Gitarren-Soloalbum Circle Around auf dem zunächst dafür gegründeten eigenen Label Ozella; auch bildete er mit dem Geiger Zoltán Lantos und dem Gitarrenkollegen Markus Reuter sein neues Trio String Unit (gleichnamiges Album 2000). Auf seinem Album dago - sounds for a blue planet (2002), das dem Smooth Jazz zugeordnet wurde, arbeitete er mit Steven Toeteberg, Zoltán Lantos, Tony Lakatos, Kornél Horváth, Béla Lattmann, Markus Reuter, Tokunbo Akinro, Maria Hiorth Peterson, Soluna Samay und anderen.
In den nächsten beiden Jahrzehnten stand die Tätigkeit als Produzent für sein Label Ozella, das Tonträger von Musikern wie Helge Lien, Edgar Knecht, Kari Ikonen, Gunnar Halle, Hands on Strings, Randi Tytingvåg oder Trio Bravo+ veröffentlichte, im Vordergrund. Nach einer schweren Krankheit entstand sein Album Within a Dream (2021) mit dem Saxophonisten Karl Seglem und weiteren Musikern.